# Sven Fredrik Lindeqvist
Sven Fredrik Lindeqvist, född 2 september 1797, död 1867, var en svensk lagman.
Han blev 1837  lagman i Hallands lagsaga och Bohus läns och Vikarnes lagsaga, samt 1842 i Hallands och Älvsborgs läns lagsaga..